# Marcos Paolini
Marcos Andrés Paolini Banchero (Paysandú, 14 agosto 2001) è un calciatore uruguaiano, difensore del Progreso.

## Caratteristiche tecniche
È un difensore centrale.

## Carriera
Cresciuto nel settore giovanile del Racing Montevideo, nell'estate del 2020 è stato acquistato dall'Arzachena, club sardo di Serie D, con cui ha debuttato il 27 settembre 2020 nell'incontro di campionato pareggiato per 2-2 contro i corregionali del Latte Dolce; successivamente non trovando spazio in squadra (disputa infatti 4 partite totali) nel 2021 cambia squadra squadra trasferendosi ad un altro club sardo di Serie D, il Lanusei, dove tuttavia finisce per trovare ancora meno spazio, dal momento che gioca un'unica partita ufficiale nella rimanente parte della stagione.
Nell'estate del 2021 torna in patria, andando a giocare per un periodo in terza divisione al Villa Teresa; passa poi all'Uruguay Montevideo, con cui nel 2022 gioca 12 partite nella seconda divisione uruguaiana. Prosegue quindi la sua carriera professionistica con il La Luz, club di prima divisione, con cui il 17 marzo 2023 esordisce nella prima divisione uruguaiana nell'incontro pareggiato 1-1 contro il Plaza Colonia. Al termine della stagione, in cui Paolini gioca in tutto 19 partite di campionato, il club retrocede in seconda divisione: il difensore rimane in rosa anche in questa categoria per tutto il 2024, anno in cui gioca 15 partite di campionato e vi segna una rete, la sua prima in carriera in competizioni professionistiche.
Nell'aprile del 2025 passa da svincolato in prima divisione al Nacional che lo assegna alla propria formazione riserve; il 19 luglio 2025 è stato ceduto al Progreso, altro club della prima divisione uruguaiana.

## Statistiche

### Presenze e reti nei club
Statistiche aggiornate al 16 agosto 2025.
| Stagione        | Squadra            | Campionato      | Campionato | Campionato | Coppe nazionali | Coppe nazionali | Coppe nazionali | Coppe continentali | Coppe continentali | Coppe continentali | Altre coppe | Altre coppe | Altre coppe | Totale | Totale | Totale |
| Stagione        | Squadra            | Comp            | Pres       | Reti       | Comp            | Pres            | Reti            | Comp               | Pres               | Reti               | Comp        | Pres        | Reti        | Pres   | Reti   |        |
| --------------- | ------------------ | --------------- | ---------- | ---------- | --------------- | --------------- | --------------- | ------------------ | ------------------ | ------------------ | ----------- | ----------- | ----------- | ------ | ------ | ------ |
| 2020-gen. 2021  | Arzachena          | D               | 4          | 0          | -               | -               | -               | -                  | -                  | -                  | -           | -           | -           | 4      | 0      |        |
| gen.-giu. 2021  | Lanusei            | D               | 1          | 0          | -               | -               | -               | -                  | -                  | -                  | -           | -           | -           | 1      | 0      |        |
| 2022            | Uruguay Montevideo | SD              | 12         | 0          | CU              | 3               | 0               | -                  | -                  | -                  | -           | -           | -           | 15     | 0      |        |
| 2023            | La Luz             | PD              | 19         | 0          | CU              | 2               | 0               | -                  | -                  | -                  | -           | -           | -           | 21     | 0      |        |
| 2024            | La Luz             | SD              | 15         | 1          | CU              | 0               | 0               | -                  | -                  | -                  | -           | -           | -           | 15     | 1      |        |
| Totale La Luz   | Totale La Luz      | Totale La Luz   | 34         | 1          |                 | 2               | 0               |                    | -                  | -                  |             | -           | -           | 36     | 1      |        |
| 2025            | Progreso           | PD              | 1          | 0          | CU              | 0               | 0               | -                  | -                  | -                  | -           | -           | -           | 1      | 0      |        |
| Totale carriera | Totale carriera    | Totale carriera | 52         | 1          |                 | 5               | 0               |                    | -                  | -                  |             | -           | -           | 57     | 1      |        |